# 布科曼辛比區
布科曼辛比區是非洲中部國家烏干達的111個區之一，由中部區負責管轄，首府是布科曼辛比，距離首都坎帕拉約150公里和馬薩卡區26公里，2002年人口估計為139,600。
00°10′S 31°39′E / 0.167°S 31.650°E